# Roman Rogoz
Roman Rogoz (* 23. února 1969 Vimperk) je český sportovní manažer pravomocně odsouzený za podvod v kauze manipulace zakázek Českých drah na náhradní autobusovou dopravu.

## Kariéra
Jako funkcionář začínal v roce 1996 Prachaticích, které z divize postoupily až do druhé ligy. V roce 2001 nastoupil jako sportovní manažer a vedoucí mužstva Příbrami, kde působil až do konce roku 2007. V únoru 2008 se stal sportovním manažerem Českých Budějovicích a nahradil tak Jiřího Kotrbu, který se posunul na pozici generálního manažera klubu. V únoru 2013 se vrátil do Příbrami. V témže roce byl obviněn z uplácení, k němuž mělo údajně dojít před ligovým utkáním Příbrami v Českých Budějovicích v dubnu 2013. Rogoz podle obvinění nabídl budějovickému hráči Michalu Klesovi 50 tisíc korun, aby nepodal dobrý výkon v utkání, které hrálo velkou roli v boji o záchranu. Okresní soud v Příbrami ale v říjnu 2014 Rogoze zprostil obžaloby. V srpnu 2016 majitel příbramského klubu Jaroslav Starka Rogoze společně s trenéry Martinem Pulpitem a Vítězslavem Rejmonem odvolal kvůli neuspokojivým výsledkům týmu. Poté působil v třetiligovém SK Benešov, kde po úspěšné sezoně 2017/18 na vlastní žádost skončil a přešel do rovněž třetiligového FC Slavoj Vyšehrad, kam s sebou přivedl z Benešova trenéra Romana Veselého. Pod jejich vedením vyhrál Vyšehrad ČFL a postoupil do druhé ligy.

## Korupční skandály

### Ovlivňování výsledků fotbalových zápasů
V říjnu 2020 byl Rogoz zatčen policií a obviněn z ovlivňování výsledků fotbalových zápasů, společně s dalšími obviněnými Romanem Berbrem, Michalem Káníkem a Tomášem Grimmem byl 18. října vzat do vazby. Protože Státní zastupitelství nepožádalo o prodloužení tříměsíční lhůty, byl 12. ledna 2021 Rogoz propuštěn z vazby a dále bude vyšetřován na svobodě. Z průběhu vyšetřování podle pořadu Reportéři ČT odvysílaného Českou televizí vyplývá, že policie prošetřuje devět ovlivněných zápasů – např. zápas Slavoje Vyšehrad se Sokolem Živanice z června 2019, který skončil 2:1 pro Vyšehrad a byl plný sporných okamžiků (Živanice se ujali vedení a poté rozhodčí proti nim nařídili přímý kop a penaltu, díky které Vyšehrad vyrovnal, živanickým hráčům rozhodčí udělili celkem šest žlutých karet) nebo již po postupu do druhé ligy zápas Vyšehradu s Baníkem Sokolov (rozhodčí Sokolovu neuznali gól kvůli spornému ofsajdu a Vyšehrad zvítězil 2:1). Roman Rogoz měl při těchto utkáních exkluzivní přístup do kabiny rozhodčích, které nabádal k ovlivnění zápasu ve prospěch Vyšehradu, mělo dojít i k předání peněz.
Dne 19. června 2024 byl nepravomocně odsouzen za ovlivňování výsledků fotbalových zápasů k čtyřem letům nepodmíněného trestu odnětí svobody ve věznici s ostrahou a k peněžitému trestu ve výši 400 000 korun.

### Manipulace zakázek Českých drah
V lednu 2024 byl pravomocně odsouzen za podvod v kauze manipulace zakázek Českých drah na náhradní autobusovou. Soud mu na základě jeho dohody se státním zástupcem uložil trest odnětí svobody v trvání dvou let, jehož výkon byl podmíněně odložen na zkušební dobu tří let, a k peněžitému trestu ve výši 350 tisíc korun.